# Waffen-SS
A Waffen-SS (fegyveres SS) az SS (Schutzstaffel) katonai szárnya volt. Az SS a Németországban 1933-ban hatalomra került, Adolf Hitler vezetése alatt álló Nemzetiszocialista Német Munkáspárt paramilitáris, félkatonai szervezeteként működött. Hitler az „európai új rend” létrehozására irányuló, a Mein Kampf című könyvében kifejtett törekvéseiben vezető szerepet szánt az SS-nek és azon belül a Waffen-SS-nek. Az SS és a Waffen-SS tagjai a végletekig elkötelezett hívei voltak a nemzetiszocializmusnak, a náci fajelméletnek és keleti hódító törekvéseknek.
A második világháború idején a Waffen-SS a Wehrmacht általános alárendeltségében tevékenykedett, egységei és egyes tagjai azonban egyaránt gyakran és aktívan részt vettek háborús bűncselekményekben, hadifoglyok és a polgári lakosság elleni kegyetlenkedésekben, emberiesség elleni bűntettekben, népirtásban, a holokauszt végrehajtásában. A háború végső szakaszában az SS tagjai nagyon sok német katonát és civilt is meggyilkoltak dezertálás, illetve a védelmi erőfeszítések akadályozása (Wehrkraftzersetzung) vádjával (amibe még a defetista megjegyzések is beletartozhattak). Ezek miatt a nürnbergi per során az egész SS-t, és benne a Waffen-SS-t bűnszervezetnek minősítette a nemzetközi bíróság.

## Szervezeti-történeti áttekintés
A Waffen-SS, csakúgy mint a teljes SS és általában a Harmadik Birodalom erőszakszerveinek szervezeti felépítésének alakulása a története során meglehetősen kaotikus, nehezen áttekinthető. Ebben nagy szerepe volt Hitler munkamódszereinek is.
A Waffen-SS mint az SS fegyveres ága többféle, az SS keretén belül már egy ideje meglévő fegyveres szervezet egyesítésével a gyakorlatban 1939 decemberében jött létre és egyben ekkor, a lengyelországi hadjárat idején esett át a tűzkeresztségen. Eredeti alkotórészei az ekkor már hadosztályi szinten szervezett SS-Verfügungsdivision, az SS-Totenkopfdivision valamint az addig önálló további SS-Totenkopfverbände nevű egységek voltak. 1940-re kiépült a Waffen-SS önálló katonai szervezete, aminek a megkoronázását az jelentette, hogy 1940 augusztusában Hitler engedélyezte a Kommandoamt der Waffen-SS nevű közös parancsnokság létrehozását az egész SS vezetősége, az SS Führungshauptamt (SS Vezetési Főhivatal) keretében, Heinrich Himmler, az SS birodalmi vezetője (Reichsführer SS) közvetlen parancsnoksága alatt.
A Waffen-SS eredete 1933 márciusára vezethető vissza, amikor Sepp Dietrich 120 fő részvételével egy fegyveres csoportot hozott létre Sonderkommando néven Berlinben. 1933 novemberére már 800 tagja volt a rohamcsapatnak, és a müncheni sörpuccs 10. évfordulóján rendezett megemlékezésen halálig tartó hűséget esküdtek Adolf Hitler személyének. Az egység felvette a Leibstandarte Adolf Hitler azaz Adolf Hitler testőr-ezrede (rövidítve LAH) nevet. 1934. április 13-án, Himmler rendeletére az egység 1st SS Division Leibstandarte Adolf Hitler (1. SS hadosztály, Adolf Hitler testőrsége) (LSSAH) nevet kapta.
A Leibstandarte hűségét először 1934-ben, a hosszú kések éjszakája során demonstrálta, amikor Hitler politikai ellenfelei fizikai megsemmisítésének fő ereje lett a Gestapo mellett. Ezután az SA jelentősége nagyot csökkent, és a Hitler rendelkezésére álló különböző fegyveres szervezetek között vitathatatlan lett az SS vezető szerepe.
1934 szeptemberében Hitler jóváhagyta a SS-Verfügungstruppe (kb. „rendelkezésre álló csapatok”) (SS-VT) mint az NSDAP fegyveres szervezetének megalakítását, a saját parancsnoksága alatt. Ez a szervezet a Wehrmachtra támaszkodott fegyverzete és kiképzése tekintetében, és utánpótlását is a hadsereg sorozási rendszerén keresztül kapta meg, mégpedig egyelőre csak a hadsereg igényeinek kielégítése után.
A sorozott utánpótlás nehézségei ellenére Heinrich Himmler két új SS ezredet állított fel, az SS Germania és az SS Deutschland egységeket, amelyek együtt a Leibstandarte testőrségi egységgel és egy híradó egységgel alkották ettől kezdve az SS-VT-t (SS-Verfügungstruppe). Himmler ezenkívül létrehozott két katonai iskolát (SS-Junkerschule Bad Tölz és SS-Junkerschule Braunschweig) a Waffen-SS tisztjeinek képzésére. Mindkét iskolában a reguláris hadsereg módszereit és kiképzőit alkalmazták.

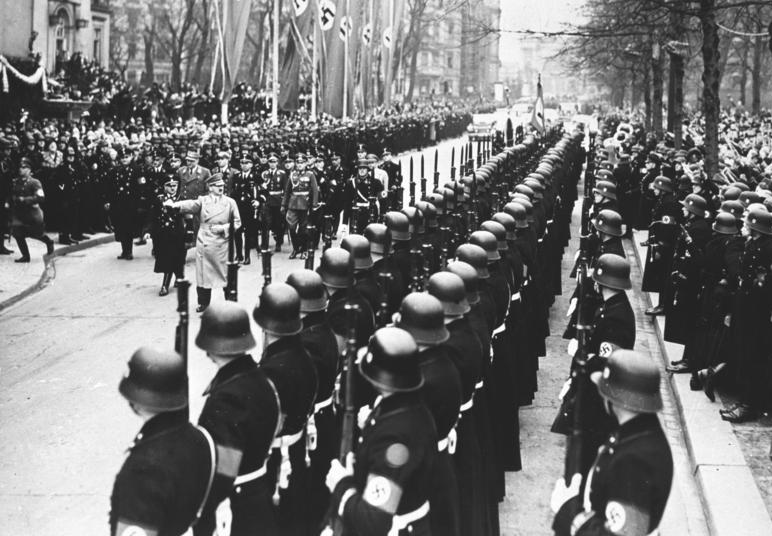
A Leibstandarte SS Adolf Hitler díszelgése Berlinben, 1938

Himmler 1934-ben még szigorú követelményeket támasztott az újoncokkal szemben. Nőtlen, büntetlen előéletű németeknek kellett lenniük, akik 1800-ig visszamenőleg bizonyítani tudták árja származásukat. Négy éves kötelezettséget kellett vállalniuk. Koruk 17 és 23 év között lehetett, testmagasságuk minimum 174 cm kellett legyen a testőrség esetében. A koncentrációs táborok őrei esetében a korhatár 16–23 év között volt, a testmagasság 172 cm, és egy évre kellett aláírniuk. Az orvosi alkalmasság mellett fogtömésük sem lehetett, és látásuk tökéletes kellett legyen. 1938-ra a testmagassági követelményeket enyhítették, hat fogtömést engedélyeztek, és a látással kapcsolatban is tettek engedményeket. A háború kezdete után pedig már csak az alapvető orvosi alkalmasságot követelték meg. Vallásuk bármilyen lehetett a zsidó vallás kivételével, az ateistákat is kizárták.
Az SS tiszti állománya társadalmi szempontból változatos képet mutatott. Egy részük munkásszármazású volt, akik nem kerülhettek volna be a hagyományos német hadsereg tisztikarába. De voltak közöttük a régi elit leszármazottai is. A Wehrmacht tisztjeinek 49%-a származott katonacsaládból, az SS-VT-nél ez az arány mindössze 5% volt. A későbbi Waffen-SS-tábornokok 60%-a rendelkezett érettségivel és 20%-uk egyetemi végzettséggel is.
1936-ban Himmler Paul Haussert, a hadsereg korábbi altábornagyát nevezte ki az SS-VT főfelügyelőjének Brigadeführer rangban. Hausser hajtotta végre az SS-VT átalakítását egy igazi katonai erővé, ami elérte a reguláris hadsereg színvonalát. 1938 augusztusában Hitler rendeletben rögzítette, hogy az SS-VT-ben vállalt szolgálat egyenértékű a katonai szolgálattal.
A Wehrmacht nem kis ellenérzéssel és bizalmatlansággal figyelte az új, párhuzamos fegyveres erő létrehozását, csakúgy, mint korábban a SA rohamcsapatai létszámának és Ernst Röhm hatalmának növekedését, hiszen ez megtörte a német nemzeti hadsereg fegyveres monopóliumát. Gyakoriak voltak a kisebb-nagyobb súrlódások a két testület tagjai között, különös tekintettel arra, hogy az SS lényegéhez tartozott az elitizmus, a kiváltságosság érzetének ápolása, a hadseregnek pedig a jelentős részben a régi arisztokráciából származó tisztjei gyakran lenézték, a politikai jöttmentek gyülekezetének tartották az SS-t. Amikor azonban Hitler megbizonyosodott arról, hogy hatalma a Wehrmacht felett is töretlen, úgy döntött, hogy a háborúban a Waffen-SS kisebb, hadosztály-, vagy ezred-szintű egységekben a Wehrmacht hadműveleti irányítása alatt harcol majd, ami csökkentette a hadsereg vezetőinek ellenállását és a két szervezet közötti súrlódásokat.
1940-ben az SS addig létező katonai jellegű egységeinek – a Leibstandarte Adolf Hitler (a Führer testőrsége), a Verfügungstruppe Division (különleges készültségi hadosztály) és a koncentrációs táborok őrségét adó Totenkopf (halálfejes) szervezet – összevonásával hozták létre új néven a Waffen-SS-t. Hadosztályai kezdetben hadrendi szám helyett nevet kaptak, hogy ezzel is elit jellegüket kívánták hangsúlyozni. A második világháborúban a fegyveres SS egységei katonai alakulatként harcoltak. A lengyelországi hadjárat idején a Waffen-SS alakulatai még sok kritikát kaptak a Wehrmacht vezetőitől, később azonban, a keleti arcvonalon 1941–42-ben folytatott kegyetlen harcok során tanúsított kiemelkedő teljesítményükkel megalapozták katonai hírnevüket is. Fanatikus küzdelmük olyan mély benyomást gyakorolt Hitlerre, hogy elhatározta, növelni fogja a Waffen-SS alakulatainak számát és azokat kiemelt ellátásban, fegyverzetben részesíti. Ezért ezek az alakulatok ezentúl a német haderőn belül általában a legjobb felszereléseket kapták.
A katonai tevékenység mellett azonban a fegyveres SS egységei és tagjai a fasizmus hitleri változata, a nemzetiszocializmus iránt végletesen elkötelezett erőként a náci terror egyik fő végrehajtó erejévé váltak. A Waffen-SS tagjai a felsőbbrendűségi érzés volt a jellemző, készek voltak arra, hogy a „birodalom ellenségeinek” megsemmisítésévei „új európai rendet” hozzanak létre. Világképük legfontosabb elemei a kegyetlenség és a vasakarat voltak a „faji és nemzeti” túlélésért folytatott harcban. Ennek jegyében habozás nélkül, tömegesen kegyetlenkedtek fegyvertelen hadifoglyokkal és ártatlan civilekkel.
A második világháború éveiben a Waffen-SS nagy változásokon ment keresztül. 1939–41-ben még a Wehrmacht jelentős ellenállását kellett leküzdeni annak érdekében, hogy az újonnan felálló fegyveres erő a megcélzott katonai elit mivoltának megfelelő minőségű fegyvert és felszerelést kaphasson. A kezdetben csak néhány, az árják között is legárjábbnak számító észak-német fiatalokból álló elithadosztály helyébe álló 1945-re már 38 hadosztályt, mintegy 950 000 katonát számláló, etnikai („faji”) szempontból meglehetősen heterogén szervezet lett. Katonai teljesítményük alapján azonban a Leibstandarte, Das Reich, Totenkopf, Wiking és Hitlerjugend hadosztályok továbbra is az elit elitjének számítottak.
A nem németek közül először, még 1941-ben a náci elmélet szerint a „germán fajhoz” tartozó skandinávok kaptak lehetőséget a csatlakozásra, majd a kelet-közép-európai államokban élő „népi németek” (Volksdeutsche) következtek. A háborús kudarcok nyomán később fokozatosan arra kényszerültek, hogy a szerintük „alsóbbrendű fajok” tagjai is bekerülhettek a fegyveres SS alakulataiba: muszlim bosnyákok, majd kozákok, majd ukránok, sőt a megvetett oroszok is. A háború vége felé aztán besorozottakból, csellengőkből, egykori hadifoglyokból és szétvert alakulatok maradványaiból is szerveztek hadosztályokat.
Az első időszakban létrehozott árja SS-hadosztályokat (a Leibstandarte Adolf Hitler, a Das Reich és a Totenkopf) gépesített lövész hadosztályként szervezték meg. A Totenkopf és a Leibstandarte részt vettek már az 1940-es franciaországi hadjáratban is, és a háborúnak ebben a korai szakaszában, az egyébként az árjának vagy hozzájuk közel állónak tekintett hadifoglyokkal szemben is brutális tömeggyilkosságokat követtek el (Le Paradis-i mészárlás, 97 brit hadifogoly; wormhouti mészárlás, 80 brit és francia hadifogoly).
Harcászati szempontból a Wehrmacht irányítása alá tartozott, ellátását azonban az SS-től kapta, és fegyelmileg is neki volt alárendelve. Elvileg önkéntesekből állt, de 1940-től sorozottak is megtalálhatók soraiban. Kiegészítése kiterjedt a Német Birodalmon kívülre is. Több hadosztálya jött létre – elsősorban kelet-európai – német kisebbségekhez tartozókból (úgynevezett népi németek), de fölállítottak lett, litván, holland és norvég SS-alakulatokat is. A kezdetben germán önkéntesekre korlátozott toborzás idővel kiterjedt minden mozgósítható európai népcsoportra. Így alakult francia, horvát, bosnyák, albán, orosz, ukrán, román, sőt tatár SS alakulat is. Magyar Waffen-SS alakulatokat is szerveztek. Ilyen volt a Hunyadi és a Hungaria SS hadosztály, illetve a Deák és a Ney csoport. Irányítása alá tartoztak olyan egységek is, mint a Vallon Légió, a Flamand Légió, a Holland Önkéntes Légió, a Francia Önkéntes Légió, a Norvég Légió a Dán Szabadcsapatok, később a Brit Szabadcsapatok is. A spanyol Kék Hadosztály feloszlása után a fronton továbbra is szándékozni kívánó spanyolok léptek be a soraiba, valamint a skandináv egységek maradványaiból származó dán és norvég önkéntesek is jelentkeztek harcra.

## Felszerelés, hadeszközök

### Egyenruhák
Az SS elit jellegének ápolása érdekében nagy gondot fordított a megjelenésre. A hitleri testőrség, a Leibstandarte díszegyenruhái a Führer megjelenésének tekintélyességét is szolgálták. Gyakori díszelgéseik, meneteléseik miatt a Wehrmacht részéről eleinte aszfaltkatonáknak is titulálták őket. Később azonban a sok szervezeti változást az egyenruhák terén is nagy következetlenség kísérte. A háború kezdetétől a Waffen-SS egyenruhái, a kiegészítő jelzések kivételével, egyre inkább hasonulni kezdtek a hadsereg felszereléséhez. A harckocsizók gyakorlati okokból fekete egyenruhát viseltek – ezen kevésbé látszott meg a gépolaj és más szennyeződés. A háború előrehaladtával az SS-nél kifordítható álcaruhát rendszeresítettek, ami egyik oldalán zöld színű volt a nyári évszakra, a másik oldalán meleg barna árnyalatokkal az év többi részére. A háború végső szakaszában az egyenruhák terén is nagy hiányok jelentkeztek, ezért az SS-csapatok is gyakran kénytelenek voltak zsákmányolt egyenruhákban harcolni.

Az álkulcs mint a Leibstandarte jelvénye

A Leibstandarte, mint eredetileg Hitler testőrsége, sok különlegességet engedhetett meg magának. Népszerű parancsnoka, Sepp Dietrich, Hitler korábbi személyes testőre és a Leibstandarte parancsnoka, egészen egyedi egyenruha-tartozékokat viselt, például az általános ezüstszínű zsinórozás helyett aranyszínűt. Az egység zászlaján az ő nevére utaló tolvajkulcs a fő jelkép (a Dietrich szó németül álkulcsot is jelent). Amikor Sepp Dietrich további kitüntetésül a Vaskereszt mellé megkapta a tölgyfalombokat is, akkor az egész egység jelvényein is megjelenítették a tölgyfalombokat.

### Fegyverzet
A Waffen-SS felfegyverzése terén a kezdetektől folyamatos volt a rivalizálás a Wehrmachttal a korlátozottan rendelkezésre álló új fegyverekért. Eleinte a Waffen-SS e téren háttérbe szorult, a Wehrmacht például egészen 1940-ig sikerrel hárította el a Waffen-SS törekvését önálló tüzérség felállítására. Később azonban, a végletekig fanatizált SS-harcosok katonai sikerei nyomán Hitler egyre inkább feléjük irányította a gyárakból kikerülő legújabb, legkorszerűbb fegyverek áramlását. 1943-ban a Leibstandarte az akkor összesen 74 darab Tiger harckocsi közül 22-vel rendelkezett.
Személyi fegyvereiknek egészen különleges jelentőséget tulajdonítottak. A kardokkal, tőrökkel és pisztolyokkal a szervezet elit jellegét igyekeztek hangsúlyozni. Az SS katonái azonban az akkori modern géppisztolyok és rohampuskák használatának köszönhetően váltak a nemzetiszocialista ideológia „felsőbbrendű” harcosaivá.

#### Kardok és tőrök
A Waffen-SS katonáinak külön erre a célra készített kardokat és tőröket adományoztak. Három év szolgálat után a szervezet minden tagja SS-tőrt kapott (a rendszeresítés évétől függően 1933-as vagy 1936-os mintájút). A korábbi jobb minőségben készült, a pengébe vésve feltüntették a tulajdonos SS-azonosítási számát, míg a másik oldalon gót betűkkel az SS jelmondatát: „Meine Ehre heißt Treue” („Hűség a becsületem”). A későbbi, 1936-os modellen már nem szerepelt a tulajdonos száma, és kevésbé volt díszes a sorozatgyártás megkönnyítése érdekében (ugyanis 1939 végétől az SS-Verfügungstruppe és a Totenkopfverbände létszámának nagyarányú bővítésére került sor). 1940 első hónapjainak a fenti két szervezet összevonásával jött létre a Waffen-SS. Mindkét tőr markolata sötétített fából készült, keresztvasa és markolatgombja fémből. A német vadászkésekre emlékeztetnek megjelenésükben. Egy babérkoszorúval övezett horogkeresztet karmai közt tartó kis méretű ezüstsas került a markolat külső oldalára, míg az SS-rúnákat tartalmazó kör ugyanazon az oldalon a markolatgomb mellé került. Korlátozott számban készítettek még ezüstözött SS-dísztőröket is, melyeket kimagasló szolgálatért adományoztak. Bonyolult mintázatú makk, valamint tölgyfalomb díszítéssel készültek, és kis számban kerültek kibocsátásra. Még ennél is ritkább volt az, melyre Himmler aláírását vésték.
A Waffen-SS tagjai ünnepi alkalmakkor kardot is viselhettek. Adolf Hitler hivatalosan betiltotta a párbajozást, mivel ezt az általa megvetett porosz katonai elit jellemzőjének tartotta. A vívás és a vívómesterek ugyanakkor nagy becsben álltak a Waffen-SS-nél. Heydrich SS-Gruppenführer, a Sicherheitsdienst főnöke a német olimpiai vívócsapat tagja volt. Az SS egységeinél többféle kardot rendszeresítettek. Ezek között három alapvető típust lehet megkülönböztetni: az altisztek, tisztjelöltek, és tisztek egyenes kardja, mely 1936-ban került bevezetésre a korábbi hajlított pengéjű szablya helyett. Mindhárom fajta kard D formájú markolatkosárral és fekete markolattal készült. Az altisztek számára rendszeresített kardon az SS-rúnák a markolatgombba voltak vésve, míg tiszti kardok esetében a nagy méretű körbe foglalt rúnákat a markolat külső részén helyezték el. A tisztek és tisztjelöltek kardján díszesek voltak a markolatgombok is. Néhány kard pengéjét véséssel díszítették, mint például azét az SS-katonáét, aki a kézigránátdobás rekordját tartotta. Az SS kis számban még egy jellegzetes kardot használt, az úgynevezett Prinz Eugen-kardot. Ezeket kizárólag a Prinz Eugen 7. SS-önkéntes hegyihadosztály tisztjei és altisztjei viselhették különleges alkalmakkor.

#### Maroklőfegyverek
A Waffen-SS katonái majdnem kizárólag automata és öntöltő pisztolyokat használtak, a revolverek nem voltak kedveltek a 20-as évek elejétől a német hadseregnél. A német pisztolyok kifinomult, jó minőségű, tartós és megbízható fegyvernek bizonyultak. Az ipar teljesítőképességének korlátai következtében azonban a Waffen-SS is arra kényszerült, hogy nagy számban állítson rendszerbe zsákmányolt oldalfegyvereket is. Bár a pisztolyok népszerűek voltak a tagok között, azok harcértéke meglehetősen csekély alacsony lőtávolságuk és pontatlanságuk miatt. Hatékony alkalmazásukra közelharcban kerülhetett sor. Ennek ellenére a maroklőfegyverek szerepe jelentős, hiszen státusszimbólumként hozzájárultak az elit alakulat jellegének kihangsúlyozásához. A keleti fronton a pisztolyok szerepe felértékelődött. Az SS számos katonája (ideológiai okok miatt) inkább követett el öngyilkosságot, minthogy szovjet hadifogságba kerüljön.
Az SS-ben leggyakrabban a hadsereg által használt Pistole 08-ast és a Walther P38-ast, mindkét lőfegyver 9 mm-es. Előbbi, amit Németországon kívül csak Luger néven ismernek, az SS tipikus fegyvereként szerepel a köztudatban.

## Waffen-SS hadosztályok
| Szám | Hadosztály neve                                                        | Nemzetiség                                                                                           | Utolsó parancsnok                                                       | Aktív évek | Hadosztályjelvény | Maximumlétszám |
| ---- | ---------------------------------------------------------------------- | --- | ----------------------------------------------------------------------- | ---------- | ----------------- | -------------- |
|      |                                                                        | |                                                                         |            |                   |                |
| 1.   | 1. Leibstandarte Adolf Hitler SS páncélos hadosztály (LSSAH)           | németek                                                                                              | SS-Brigadeführer und Generalmajor der Waffen-SS, Otto Kumm              | 1933–1945  |                   | 20 844 (1942)  |
|      |                                                                        | |                                                                         |            |                   |                |
| 2.   | "Das Reich"                                                            | németek                                                                                              | SS-Standartenführer, Karl Kreutz                                        | 1939–1945  |                   | 20 184 (1944)  |
|      |                                                                        | |                                                                         |            |                   |                |
| 3.   | "Totenkopf"                                                            | németek                                                                                              | SS-Brigadeführer und Generalmajor der Waffen-SS, Hellmuth Becker        | 1939–1945  |                   | 21 186 (1942)  |
|      |                                                                        | |                                                                         |            |                   |                |
| 4.   | "Polizei"                                                              | németek                                                                                              | SS-Oberführer, Walter Harzer                                            | 1940–1945  |                   | 19 377 (1941)  |
|      |                                                                        | |                                                                         |            |                   |                |
| 5.   | "Wiking"                                                               | norvégok, dánok, svédek, finnek, észtek, hollandok és flamandok (önkéntesek).                        | SS-Oberführer, Karl Ullrich                                             | 1940–1945  |                   | 17 347 (1941)  |
|      |                                                                        | |                                                                         |            |                   |                |
| 6.   | "Nord"                                                                 | németek                                                                                              | SS-Standartenführer, Franz Schreiber                                    | 1941–1945  |                   | 21 247 (1942)  |
|      |                                                                        | |                                                                         |            |                   |                |
| 7.   | 7. Prinz Eugen önkéntes SS-hegyihadosztály                             | német nemzetiségű önkéntesek a Bánságból, a Független Horvát Államból, Magyarországról és Romániából | SS-Brigadeführer und Generalmajor der Waffen-SS, August Schmidthuber    | 1942–1945  |                   | 21 120 (1943)  |
|      |                                                                        | |                                                                         |            |                   |                |
| 8.   | „Florian Geyer”                                                        | németek és német nemzetiségűek Erdélyből és a Bánságból                                              | SS-Brigadeführer und Generalmajor der Waffen-SS, Joachim Rumohr         | 1941–1945  |                   | 13 000 (1944)  |
|      |                                                                        | |                                                                         |            |                   |                |
| 9.   | "Hohenstaufen"                                                         | németek                                                                                              | SS-Brigadeführer und Generalmajor der Waffen-SS, Sylvester Stadler      | 1943–1945  |                   | 19 611 (1943)  |
|      |                                                                        | |                                                                         |            |                   |                |
| 10.  | "Frundsberg"                                                           | németek                                                                                              | SS-Obersturmbannführer, Franz Roestel                                   | 1943–1945  |                   | 19 313 (1943)  |
|      |                                                                        | |                                                                         |            |                   |                |
| 11.  | „Nordland”                                                             | elsősorban északi önkéntesek                                                                         | SS-Brigadeführer und Generalmajor der Waffen-SS, Gustav Krukenberg      | 1943–1945  |                   | 11 749 (1943)  |
|      |                                                                        | |                                                                         |            |                   |                |
| 12.  | "Hitlerjugend"                                                         | németek                                                                                              | SS-Brigadeführer und Generalmajor der Waffen-SS, Hugo Kraas             | 1943–1945  |                   | 21 482 (1943)  |
|      |                                                                        | |                                                                         |            |                   |                |
| 13.  | "Handschar" (1. horvát)                                                | bosnyákok, horvátok és német nemzetiségűek Horvátországból                                           | SS-Brigadeführer und Generalmajor der Waffen-SS, Desiderius Hampel      | 1943–1945  |                   | 21 065 (1943)  |
|      |                                                                        | |                                                                         |            |                   |                |
| 14.  | „Galizien”                                                             | ukránok Galíciából                                                                                   | General (UNA), Pavlo Shandruk                                           | 1944–1945  |                   | 22 000 (1944)  |
|      |                                                                        | |                                                                         |            |                   |                |
| 15.  | 1. lett                                                                | lettek                                                                                               | SS-Brigadeführer und Generalmajor der Waffen-SS, Karl Burk              | 1942–1945  |                   | 20 291 (1943)  |
|      |                                                                        | |                                                                         |            |                   |                |
| 16.  | "Reichsführer-SS"                                                      | németek                                                                                              | SS-Oberführer, Otto Baum                                                | 1943–1945  |                   | 14 223 (1943)  |
|      |                                                                        | |                                                                         |            |                   |                |
| 17.  | "Götz von Berlichingen"                                                | németek, román, német és francia önkéntesek.                                                         | SS-Oberführer, Georg Bochmann                                           | 1943–1945  |                   | 18 354 (1944)  |
|      |                                                                        | |                                                                         |            |                   |                |
| 18.  | „Horst Wessel”                                                         | német nemzetiségűek Magyarországról                                                                  | SS-Standartenführer, Heinrich Petersen                                  | 1944–1945  |                   | 11 000 (1944)  |
|      |                                                                        | |                                                                         |            |                   |                |
| 19.  | 2. lett                                                                | lettek                                                                                               | SS-Gruppenführer und Generalleutnant derr Waffen-SS, Bruno Streckenbach | 1944–1945  |                   | 20 592 (1944)  |
|      |                                                                        | |                                                                         |            |                   |                |
| 20.  | 1. észt                                                                | észtek                                                                                               | SS-Brigadeführer und Generalmajor der Waffen-SS, Berthold Maack         | 1944–1945  |                   | 15 382 (1944)  |
|      |                                                                        | |                                                                         |            |                   |                |
| 21.  | "Skanderbeg"                                                           | albánok                                                                                              | SS-Oberführer, August Schmidthuber                                      | 1944–1945  |                   | 6156 (1944)    |
|      |                                                                        | |                                                                         |            |                   |                |
| 22.  | "Maria Theresia"                                                       | német nemzetiségűek Magyarországról                                                                  | SS-Brigadeführer und Generalmajor der Waffen-SS, August Zehender        | 1944–1945  |                   | 8000 (1944)    |
|      |                                                                        | |                                                                         |            |                   |                |
| 23.  | "Kama" (2. horvát)                                                     | horvátok                                                                                             | SS-Oberführer, Gustav Lombard                                           | 1944       |                   | 2199 (1944)    |
|      |                                                                        | |                                                                         |            |                   |                |
| 23.  | "Nederland"                                                            | hollandok                                                                                            | SS-Brigadeführer und Generalmajor der Waffen-SS, Jürgen Wagner          | 1945       |                   | 6000 (1944)    |
|      |                                                                        | |                                                                         |            |                   |                |
| 24.  | "Karstjäger"                                                           | német nemzetiségűek Olaszországból és Szlovéniából                                                   | SS-Oberführer, Adolf Wagner                                             | 1944–1945  |                   | 3000 (1944)    |
|      |                                                                        | |                                                                         |            |                   |                |
| 25.  | „Hunyadi” (1. magyar)                                                  | magyarok                                                                                             | SS-Gruppenführer und Generalleutnant der Waffen-SS, Grassy József       | 1944–1945  |                   | 15 000 (1944)  |
|      |                                                                        | |                                                                         |            |                   |                |
| 26.  | "Hungária" (2. magyar)                                                 | magyarok                                                                                             | SS-Gruppenführer und Generalleutnant der Waffen-SS, Grassy József       | 1944–1945  |                   | 13 000 (1944)  |
|      |                                                                        | |                                                                         |            |                   |                |
| 27.  | "Langemarck" (1. flamand)                                              | flamandok                                                                                            | SS-Standartenführer, Thomas Müller                                      | 1944–1945  |                   | 7000 (1944)    |
|      |                                                                        | |                                                                         |            |                   |                |
| 28.  | "Wallonien"                                                            | vallonok                                                                                             | SS-Standartenführer, Léon Degrelle                                      | 1944–1945  |                   | 4000 (1944)    |
|      |                                                                        | |                                                                         |            |                   |                |
| 29.  | "RONA" (1. orosz)                                                      | oroszok                                                                                              | SS-Brigadeführer und Generalmajor der Waffen-SS, Christoph Diehm        | 1944       |                   | 15 000 (1943)  |
|      |                                                                        | |                                                                         |            |                   |                |
| 29.  | „Italia” (1. olasz)                                                    | olaszok                                                                                              | SS-Oberführer, Erwin Tzschoppe                                          | 1945       |                   | 15 000 (1944)  |
|      |                                                                        | |                                                                         |            |                   |                |
| 30.  | 2. orosz                                                               | belaruszok                                                                                           | SS-Obersturmbannführer, Hans Siegling                                   | 1944–1945  |                   | 11 600 (1944)  |
|      |                                                                        | |                                                                         |            |                   |                |
| 30.  | "1. Weißruthenische" (1. fehérorosz, a 2. orosz hadosztályból alakult) | belaruszok                                                                                           | SS-Standartenführer, Hans Siegling                                      | 1945       |                   | 4400 (1944)    |
|      |                                                                        | |                                                                         |            |                   |                |
| 31.  | "Batschka" (33. SS Önkéntes Gránátos Hadosztály)                       | magyarok                                                                                             | SS-Brigadeführer und Generalmajor der Waffen-SS, Gustav Lombard         | 1944–1945  |                   | 11 000 {1944}  |
|      |                                                                        | |                                                                         |            |                   |                |
| 32.  | "Január 30."                                                           | németek                                                                                              | SS-Standartenführer, Hans Kempin                                        | 1945       |                   |                |
|      |                                                                        | |                                                                         |            |                   |                |
| 33.  | "3. Ungarische" (3. magyar, a "Hungaria" része lett)                   | németek                                                                                              | SS-Oberführer, László Deák                                              | 1945       |                   |                |
|      |                                                                        | |                                                                         |            |                   |                |
| 33.  | 33. Charlemagne Waffen-SS gránátos hadosztály (1. francia)             | franciák                                                                                             | SS-Standartenführer, Walter Zimmermann                                  | 1945       |                   | 11 000 (1944)  |
|      |                                                                        | |                                                                         |            |                   |                |
| 34.  | "Landstorm Nederland"                                                  | hollandok                                                                                            | SS-Oberführer, Martin Kohlroser                                         | 1945       |                   |                |
|      |                                                                        | |                                                                         |            |                   |                |
| 35.  | SS és a Rendőrség Gránátos hadosztálya                                 | németek                                                                                              | Oberst, Rüdiger Pipkorn                                                 | 1945       |                   |                |
|      |                                                                        | |                                                                         |            |                   |                |
| 36.  | "Dirlewanger"                                                          | vegyes                                                                                               | SS-Brigadeführer und Generalmajor der Waffen-SS, Fritz Schmedes         | 1945       |                   | 4000 (1945)    |
|      |                                                                        | |                                                                         |            |                   |                |
| 37.  | "Lützow"                                                               | magyarok                                                                                             | SS-Standartenführer, Karl Gesele                                        | 1945       |                   |                |
|      |                                                                        | |                                                                         |            |                   |                |
| 38.  | "Nibelungen"                                                           | németek                                                                                              | SS-Standartenführer, Martin Stange                                      | 1945       |                   | 6000           |

## Háborús bűnök
A háború után az SS tagjainak és szervezeteinek számos háborús bűncselekményére derült fény. Ezek közül az alábbi részletesen feltárt események a legjelentősebbek közé tartoztak:

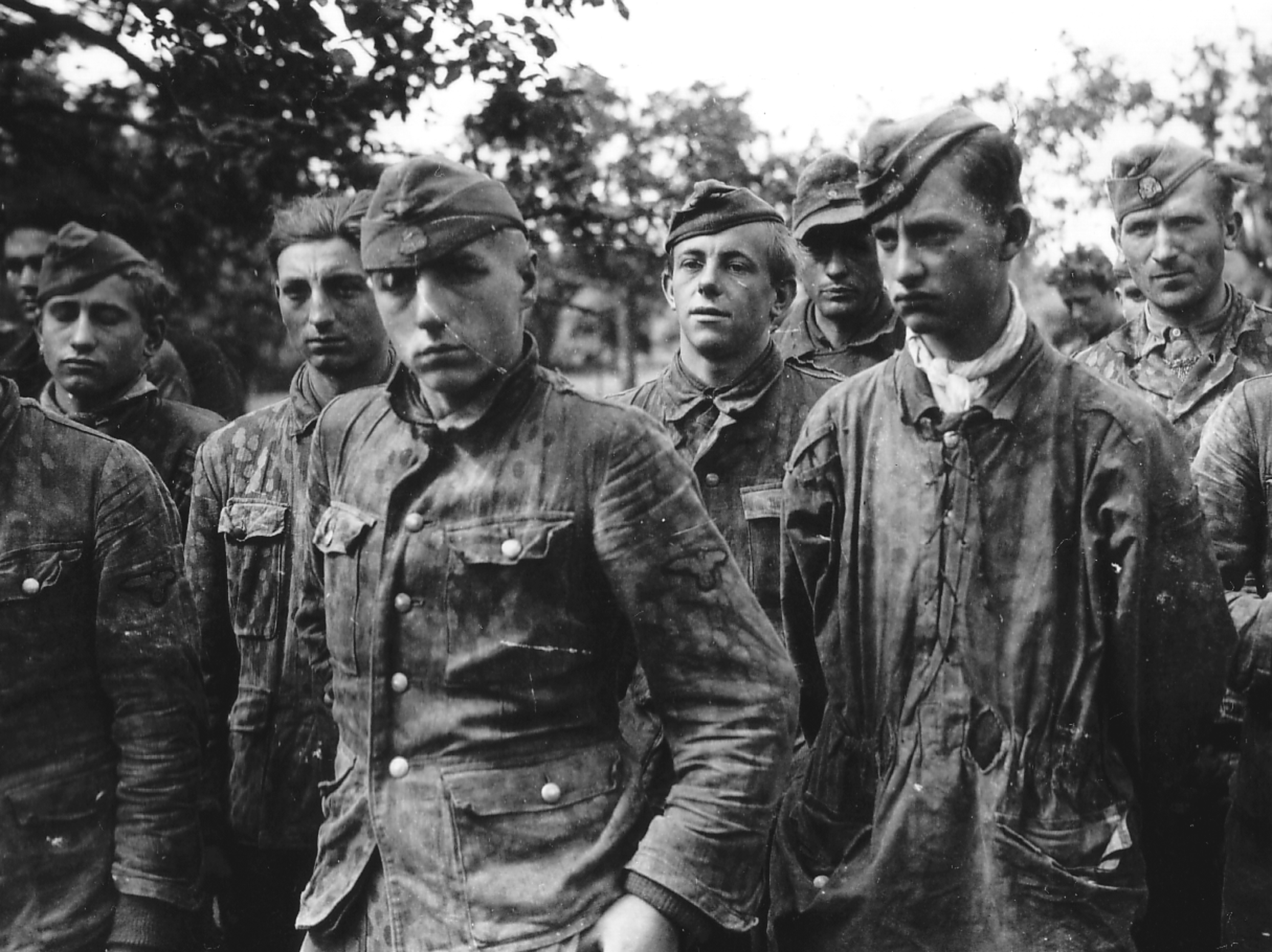
A tizenkettedik Hitlerjugend SS-Páncélos Hadosztály tagjai fogságban, a normandiai partraszállás után

- Wormhouti mészárlás(wd) (SS Leibstandarte Adolf Hitler), 1940, Franciaország[32]
- Le Paradis-i mészárlás (SS Division Totenkopf), 1940, Franciaország[33]
- Pripjaty-mocsarak büntető művelet(wd) (SS Cavalry Brigade), 1941, Szovjetunió [34]
- Tulle-i mészárlás(wd) (SS Division Das Reich), 1944. június 09., Franciaország, Tulle
- Oradour-sur-Glane-i mészárlás(wd) (SS Division Das Reich), 1944. június 10., Franciaország, Oradour-sur-Glane
- Ochota mészárlás(wd) (SS Kaminski Brigade), 1944, Lengyelország
- Wola mészárlás(wd) (SS-Sturmbrigade Dirlewanger, az Azeri Légióval közösen), 1944, Lengyelország
- Huta Pieniacka mészárlás(wd) (SS Division Galicia) 1944, Lengyelország
- Graignes-i mészárlás(wd) (SS Division Götz von Berlichingen), 1944, Franciaország
- Mailléi mészárlás(wd) (SS Division Götz von Berlichingen), 1944, Franciaország
- Marzabottói mészárlás(wd) (16th SS Panzergrenadier Division Reichsführer-SS), 1944, Olaszország
- Malmedyi mészárlás (Kampfgruppe Peiper), az 1. SS Páncélos Hadosztály része, 1944, Belgium
- Ardeatine-i mészárlás(wd) (SS tisztek), 1944, Olaszország
- Distomo mészárlás(wd) (4th SS Polizei Division), 1944, Görögország
- Sant'Anna di Stazzema mészárlás(wd) (16th SS Panzergrenadier Division Reichsführer-SS), 1944, Olaszország
- Ardenne Abbey mészárlás(wd) (12th SS Panzer Division Hitlerjugend), 1944, Franciaország

## A háború után
Az 1945 novemberétől 1946 októberéig tartott nürnbergi perben a Waffen-SS-t – csakúgy, mint az egész SS-t, magát a Nemzetiszocialista Német Munkáspártot és más korabeli német szervezeteket – bűnszervezetnek minősítette a nemzetközi bíróság, mivel egységei és tagjai aktívan részt vettek háborús bűncselekményekben, hadifoglyok és a polgári lakosság elleni kegyetlenkedésekben, emberiesség elleni bűntettekben, népirtásban valamint a holokauszt és a porajmos végrehajtásában. A Waffen-SS tagjaitól megtagadták a veteránoknak járó juttatásokat, kivéve a sorozott állomány tagjait. Körülbelül az állomány kétharmada önkéntes, egyharmada sorozott volt.

## HIAG – a Waffen-SS önsegélyező egyesülete a második világháború után
A Hilfsgemeinschaft auf Gegenseitigkeit der Angehörigen der ehemaligen Waffen-SS (HIAG) (Az egykori Waffen-SS tagok kölcsönös önsegélyező egyesülete) 1951-ben alakult meg érdekvédő szervezetként Nyugat-Németországban, főleg a Waffen-SS korábbi magas rangú tagjaiból. A HIAG a politikai pártokhoz fűződő kapcsolatait felhasználva aktív kampányt folytatott a Waffen-SS jogi, gazdasági és történelmi rehabilitációjáért.
A szervezet sokoldalú propagandamunkát folytatott a sajtó, könyvek kiadása, beszédek tartása révén a történelmi revizionizmus, azaz a történelmi tények átértelmezése és a Waffen-SS apológiája terén. Saját könyvkiadót is létrehoztak erre a célra. A HIAG tevékenységét – 57 önálló kötet, összesen mintegy 50 évnyi havi folyóirat kiadása – mértékadó történészek revizionista apológiának értékelték, mint „az önfelmentés kórusa”;  „ömlesztett történelmi revizionizmus”; „hamis és felháborító állítások”. Sok más hasonlóan kemény kritika is megjelent neves történészek tollából erről a tevékenységről.
A HIAG tevékenysége nagy politikai vitákat is kiváltott Németországban és külföldön egyaránt. A szervezet a politikai paletta szélsőjobboldalára került. 1992-ben szövetségi szinten feloszlatták, de helyi csoportjai, valamint a szövetség havi folyóirata még a kétezres években is működtek. A szervezet tevékenységének hatása Magyarországon is érződött: A rendszerváltás után, a kilencvenes évektől itt is sorra jelentek meg az SS és a Waffen-SS tevékenységét a történelmi revizionizmus és az apológia jegyében tárgyaló művek.